# Список екорегіонів Кот-д'Івуару
Нижче наводиться список  екорегіонів в Кот-д'Івуарі, згідно  Всесвітнього Фонду дикої природи (ВФД).

## Наземні екорегіони
по  основних типах середовищ існування 

### Тропічні та субтропічні вологі широколисті ліси
- Східно-гвінейські ліси
- Гірські гвінейські ліси
- Західно-гвінейські низинні ліси

### Тропічні і субтропічні луки, савани і чагарники
- Лісова савана Гвінеї
- Західні Суданські савани

### Мангри
- Гвінейські мангри

## Прісноводні екорегіони
по біорегіону

### Ніло-Судан
- Ашанті (Гана)
- Верхній Нігер
- Німба
- Вольта

### Верхня Гвінея
- Південна Верхня Гвінея